# 硕多岗河
硕多岗河，是中国长江流域的一条河流，汇入金沙江左岸，属于金沙江水系。河长140千米，流域面积1886平方千米，年均流量32立方米每秒。自然落差2140米。水能理论蕴藏量35万千瓦。